# Haus am Rindermarkt (Rottweil)

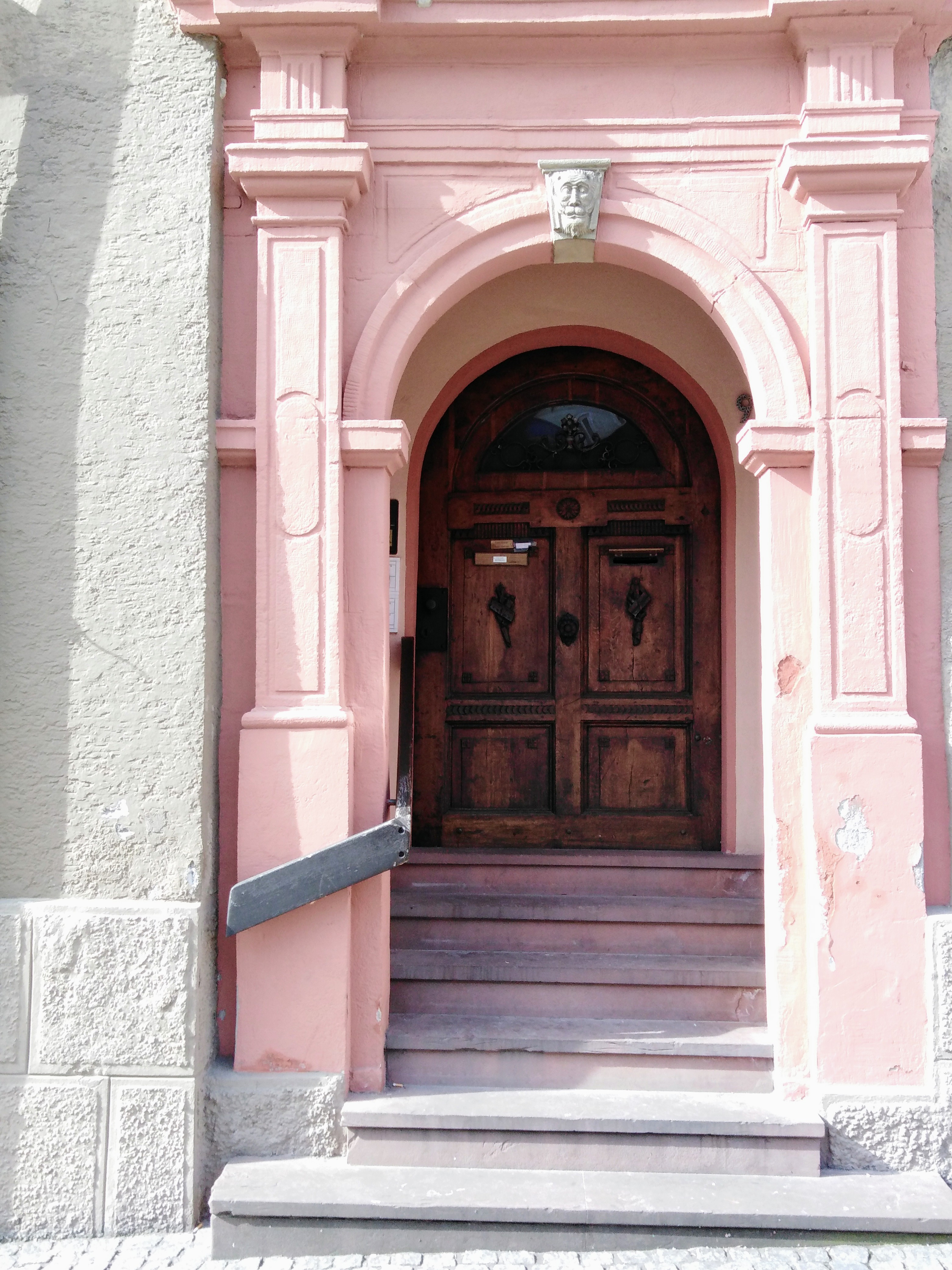
Hauseingang – Friedrichsplatz 9 „Haus am Rindermarkt“ (Rottweil)

Das Haus am Rindermarkt, auch Zimmersches Haus genannt, liegt in repräsentativer Lage am Friedrichsplatz in Rottweil. Das in der ersten Hälfte des 14. Jahrhunderts erbaute Haus wurde 1495 von Johann Werner dem Älteren von Zimmern (1454–1495) für seine Gattin Margareta von Öttingen († 1528) vor seinem Tod erworben. Sie hat dort als Witwe mit Söhnen und Töchtern einige Jahre gelebt. Das Gebäude liegt in unmittelbarer Nähe zur Predigerkirche am Friedrichsplatz 9.

## Geschichte des Gebäudes
Das Haus am Rindermarkt bestand beim Ankauf vermutlich aus zwei Gebäuden, die in zwei Bauphasen 1321 und 1346/1347 erbaut und in der Folgezeit vollkommen umgebaut wurden. Nach dem Tod der Mutter Margareta von Öttingen († 1528) ging das Haus in den Besitz des ältesten Sohnes Johann Werner von Zimmern über, der dort während des Bauernkriegs wohnte und später die Verwaltung seines Besitzes auf das Haus am Rindermarkt verlegte. Er lebte dort – betreut durch Rottweiler Wundärzte – als Kranker, bis er 1548 starb. Das Erbe ging an Froben Christoph von Zimmern und in Folge an dessen Sohn Wilhelm. Als mit dem Tod Wilhelms von Zimmern das Grafengeschlecht ausstarb, erwarb die Stadt Rottweil 1595 das Gebäude aus dessen Nachlass.
Die Stadt nutzte es 1655 bis 1722 als Gymnasium, ab 1790 bis zum Ende der Reichsstadtzeit als Herrenstube. Zu Beginn der württembergischen Zeit bewohnten Stadtoberamtmann, Stadtkommandant und Offiziere das Haus. 1819 wurde das Haus von der evangelischen Kirchengemeinde erworben, die es als evangelische Volksschule und Amtswohnung des Stadtpfarrers nutzte.
Nach 1907 wurde das Haus Warenhaus, 1919 ging es in den Besitz des jüdischen Kaufmanns Max Blochert über und wurde unter der Bezeichnung Max Blochert, vormals Steinberg & Co geführt. Im Januar 1939 verkaufte Max Blochert (* 1879 Grimmen; † 1944 Tel Aviv) unter dem unmittelbaren Druck des Novemberpogroms und der darauf folgenden Inhaftierung im Konzentrationslager Dachau das Geschäftshaus an Gustav Witzemann und dessen Ehefrau. Lange nach dem Krieg noch trug das Warenhaus den Namen Kaufhaus Witzemann. Die Witwe Celine Blochert verzichtete 1950 vor dem Landgericht Rottweil in einem Vergleich auf die Nichtigerklärung der Verträge, die 1936 bis 1939 abgeschlossen worden waren. Sie erhielt dafür eine Zahlung von 25.000 DM. Das Haus blieb im Besitz der Familie Witzemann.